# Göran W. Nilson
Göran W Nilson, född 5 januari 1941 i Halmstad, död 29 december 2007 i Stockholm, var en svensk dirigent och pianist.
Nilson var ett musikaliskt underbarn och antogs redan som 10-åring i pianoklassen vid Kungliga Musikhögskolan i Stockholm med Oloph Wiberg som lärare. Han studerade även musikteori för Melcher Melchers och Erland von Koch samt dirigering för Tor Mann. Utomlands studerade han för Marcel Ciampi i Paris och Ilona Kabos i London. 
Vid 15 års ålder gjorde Göran W Nilson sin solodebut i Stockholms konserthus och två senare framträdde han för första gången med dåvarande Stockholms filharmoniska orkester.
Han var repetitör vid Kungliga Teatern 1964–1970 och gästdirigent där 1986-88, 1990-91 och 2000-01. Vidare var han dirigent och musikproducent vid Sveriges Radio 1969–1974, samt konstnärlig ledare vid Örebro Kammar- och symfoniorkester, nuvarande Svenska Kammarorkestern, under åren 1974–1981 och 1983–1993.
Han invaldes i Kungliga Musikaliska Akademien 1986.

## Diskografi
- Lars-Erik Larsson: Music for Strings. Örebro Kammarorkester. Bluebell ABCD 012 (1987)
- De Frumerie Wirén Brant Håkanson Rangström Lidholm Lindberg. Örebro Kammarorkester. Bluebell ABCD 019 (1988)
- 4 x Göran W Nilson. Bluebell (1991)
- Jacob Adolf Hägg: Nordisk symfoni, op. 2. Gävle Symfoniorkester. Sterling